# Ostende-kompaniet
För andra betydelser, se Ostindiska kompaniet.
Ostende-kompaniet var ett flamländskt handelskompani som på 1700-talet handlade med fjärran länder som Indien.
I Sverige planlades väl under 1600-talet åtskilliga handelskompanier efter de då nybildade utländska mönstren; men dels var deras framgång tvivelaktig och av kortvarig art, dels riktades deras verksamhet mot nejder, som förbjuda deras klassificering som ostindiska kompanier. Det var först ett stycke in på 1700-talet, som Sverige verkligen erhöll ett ostindiskt kompani, se Svenska ostindiska kompaniet. 
Med stor sannolikhet kan dess stiftande betraktas som en följd av det öde, som drabbade det av kejsar Karl VI 1722 privilegierade Ostende-kompaniet. De utlänningar, som genom detsamma hoppats bli delaktiga i den vinstgivande ostindiska handeln, måste efter dess suspension (1727) och upplösning (1731) se sig om efter en annan plats för sina planers realisering, och så föll blicken på Sverige.

## Kronologi
- 23 augusti 1719 Den indiska staden Cabelon förvärvas av flamländska intressen.
- 19 december 1722 Ostendkompaniet, bakom vilket står en grupp flamländska affärsmän, får kejserlig handelslicens av tysk-romerske kejsaren Karl VI.
- Juli 1723 Faktori öppnas i Banquibazar, Bengalen.
- Maj 1727 Kejsaren återkallar handelslicensen.
- 5 juli 1727 Bolaget ger upp Banquibazar.
- Maj 1731 Bolaget upplöst.
- 1744 Flamländarna tvingas bort helt från Banquibazar.
- 1750 Faktoriet i Cabelon förloras, och det flamländska fotfästet i Indien är helt borta.